# Kirchberg, Bern
Kirchberg là một đô thị thuộc hạt Emmental, bang Bern, Thụy Sĩ. Đô thị này có diện tích 9,05 km², dân số tháng 12 năm 2020 là 5919 người.

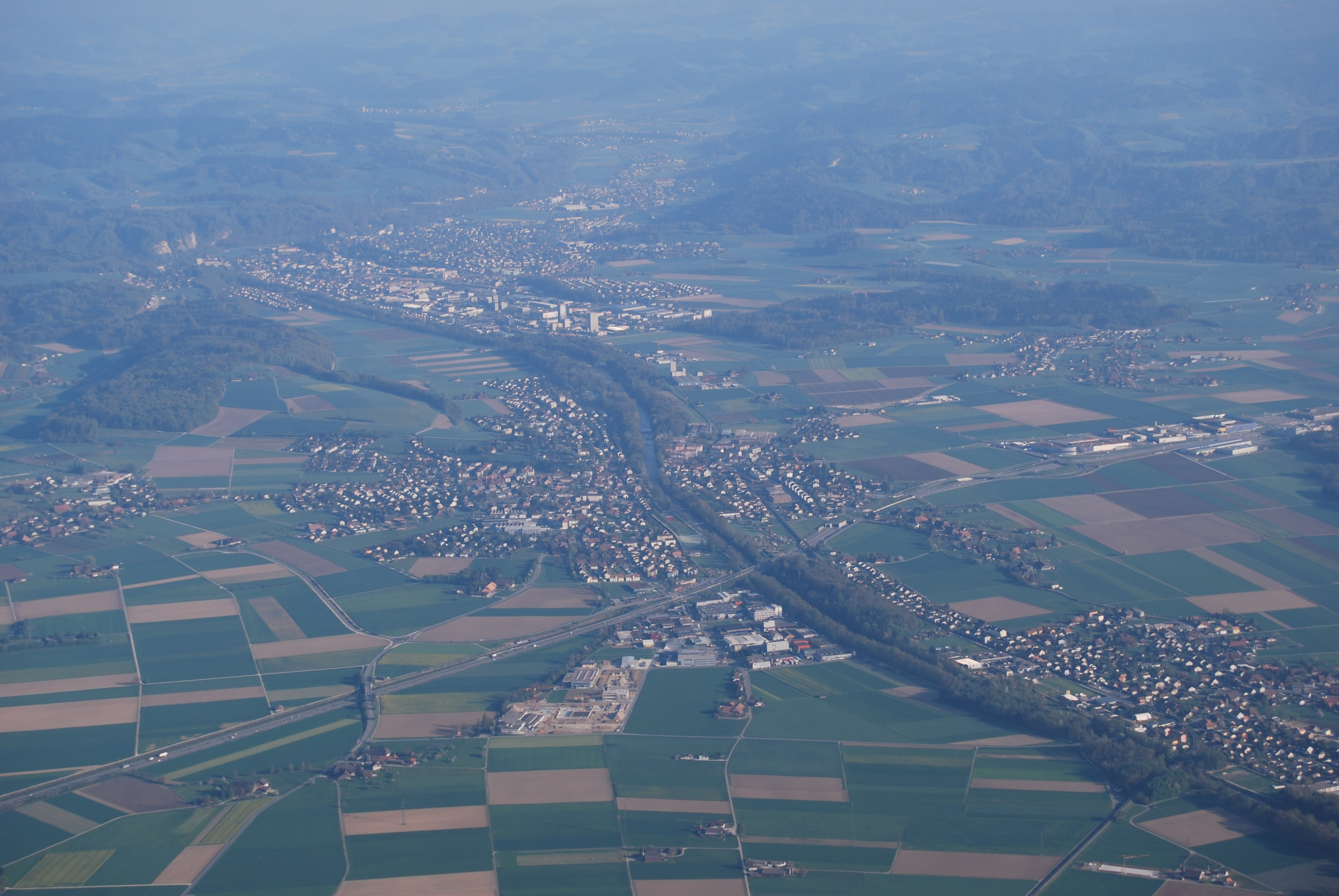
Kirchberg